# Sötma

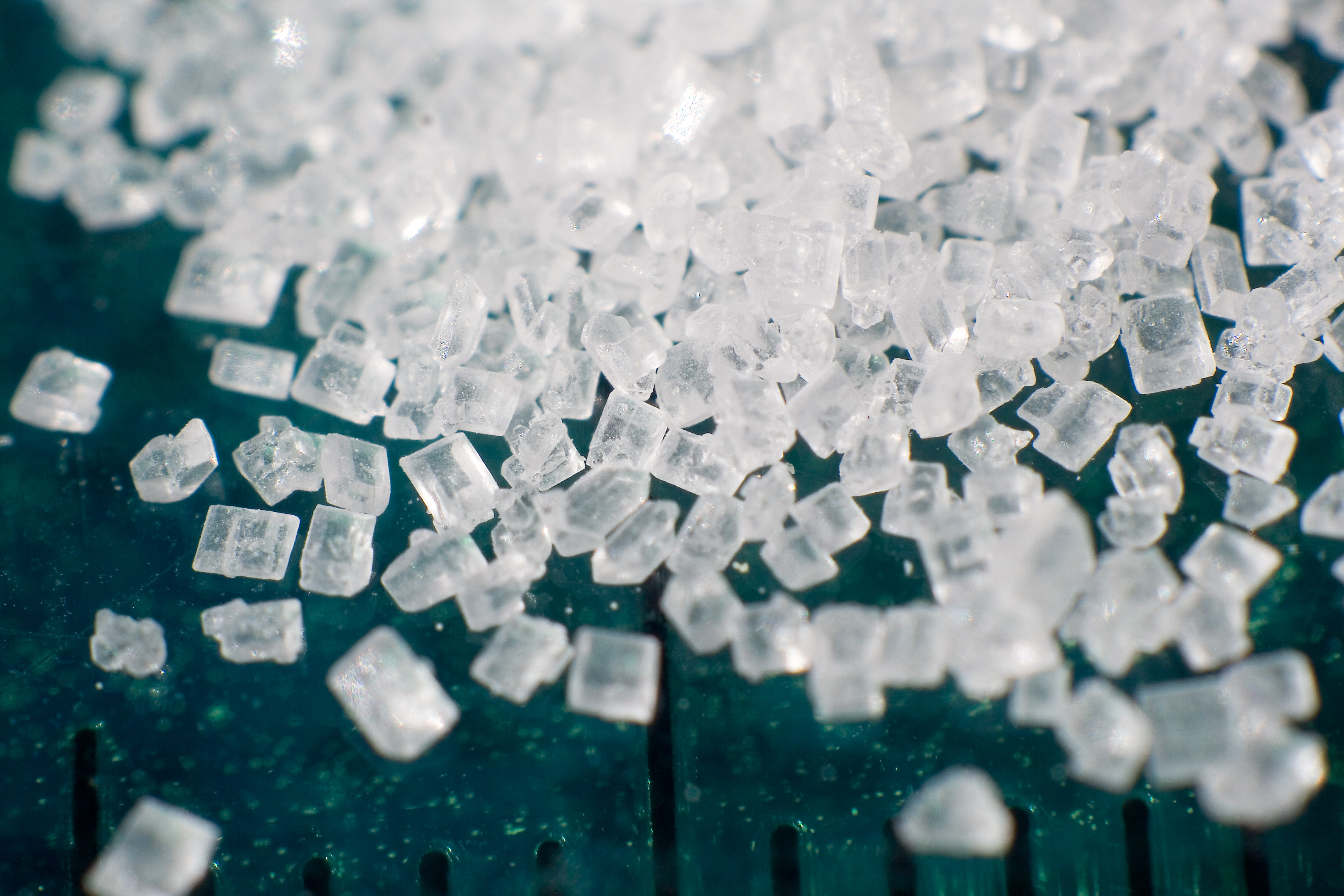
Socker är ett exempel på en söt substans.

Sötma är en av de fem grundsmakerna. Sötma uppfattas nästan alltid som en njutbar upplevelse.
Livsmedel rika på enkla kolhydrater som socker är de som oftast förknippas med sötma, men det finns andra naturliga och konstgjorda ämnen som är söta vid mycket lägre koncentrationer. Socker kan ibland beskrivas som ett superstimulus. Detektionströskeln för sötma i en lösning av rörsocker är ungefär 1 del på 200, vilket är en högre koncentration än de övriga grundsmakerna.
Sötma motsvarar jord av de fem elementen.